# Wolfgang Uhlmann
Wolfgang Uhlmann (Dresden, 29 de março de 1935 – 24 de agosto de 2020) foi um enxadrista alemão com participação nos Torneios Interzonais de 1962, 1970 e 1973. No Torneio Interzonal de 1970, classificou-se para o Torneio de Candidatos de 1971.
Participou também de diversas edições das Olimpíadas de xadrez, conquistando uma medalha de ouro e bronze por performance individual em Tel Aviv 1964 e Havana 1966, respectivamente.
Morreu no dia 24 de agosto de 2020, aos 85 anos.